# Seru Lora
Seru Lora – dzielnica (wijk) miasta Willemstad w dystrykcie Willemstad, w kraju autonomicznym Curaçao, należącym do Holandii, w Ameryce Południowej. 20 października 2023 r. liczyła 2996 mieszkańców.  

## Osady
W skład dzielnicy wchodzi dziesięć osad (buurt):
| Lp. | Nazwa                  | Powierzchnia km² | Liczba mieszkańców |
| --- | ---------------------- | ---------------- | ------------------ |
| 1.  | Burundanga             | 0,05             | 57                 |
| 2.  | Chango bij Korporaal   | 0,04             | 55                 |
| 3.  | Girouette              | 0,45             | 390                |
| 4.  | Goede Hoop bij Hulanda | 0,31             | 276                |
| 5.  | Janwe                  | 0,15             | 175                |
| 6.  | Klein Kwartier         | 1,37             | 730                |
| 7.  | Korporaal              | 0,84             | 566                |
| 8.  | Kudishi                | 0,06             | 65                 |
| 9.  | Scherpenheuvel         | 1,32             | 496                |
| 10. | Seritu                 | 0,16             | 196                |